# Parnarama
Parnarama là một đô thị thuộc bang Maranhão, Brasil. Đô thị này có diện tích 3487,119 km², dân số năm 2007 là 34515 người, mật độ 9,9 người/km².